# Bariumnitrat
Bariumnitrat är ett salt av barium och salpetersyra. Det har formeln Ba(NO3)2.

## Egenskaper
Bariumnitrat är oxiderande och kan bilda explosiva blandningar med till exempel aluminium eller zink. I likhet med de flesta bariumföreningar är bariumnitrat giftigt. Vid upphettning sönderfaller bariumnitrat till bariumoxid (BaO), kvävedioxid (NO2) och syrgas (O2).
{\displaystyle {\rm {2\ Ba(NO_{3})_{2}\ {\xrightarrow {\Delta }}\ 2\ BaO+4\ NO_{2}+O_{2}}}}

## Framställning
Bariumnitrat kan framställas genom att bariumkarbonat (BaCO3), bariumhydroxid (Ba(OH)2), bariumoxid (BaO) eller rent barium löses upp i salpetersyra (HNO3).
{\displaystyle {\rm {BaCO_{3}+2\ HNO_{3}\rightarrow Ba(NO_{3})_{2}+H_{2}O+CO_{2}}}}
{\displaystyle {\rm {Ba(OH)_{2}+2\ HNO_{3}\rightarrow Ba(NO_{3})_{2}+2\ H_{2}O}}}
{\displaystyle {\rm {BaO+2\ HNO_{3}\rightarrow Ba(NO_{3})_{2}+H_{2}O}}}
{\displaystyle {\rm {3\ Ba+8\ HNO_{3}\rightarrow 3\ Ba(NO_{3})_{2}+4\ H_{2}O+2\ NO}}}

## Användning
Bariumnitrat används tillsammans med TNT i sprängämnet Baratol och tillsammans med aluminiumpulver i blixtljuspulver. Det brukar också blandas i termit för ett ge ett snabbare förbränningsförlopp. Blandningen kallas Thermate-TH3.
Inom pyroteknik används bariumnitrat för att ge grönt ljus vid förbränning. Används även som oxidationsmedel i tomtebloss.